# Velilla de Jiloca
Velilla de Jiloca (aragónul Viliella de Xiloca) község Spanyolországban,  Zaragoza tartományban. Velilla de Jiloca Belmonte de Gracián, Mara, Morata de Jiloca és Maluenda községekkel határos. Lakosainak száma 74 fő (2024).

## Népesség
A település népessége az utóbbi években az alábbiak szerint változott:
| Lakosok száma | 114  | 114  | 95   | 104  | 115  | 128  | 100  | 87   | 71   | 74   |
|               | 2001 | 2004 | 2007 | 2009 | 2012 | 2014 | 2017 | 2019 | 2022 | 2024 |